# 平成29年台風第21号
平成29年台風第21号（へいせい29ねん たいふうだい21ごう、アジア名: ラン/Lan、命名: アメリカ、意味: 嵐、フィリピン名: パオロ/Paolo）は、2017年（平成29年）10月にカロリン諸島で発生し、静岡県に上陸した台風である。1991年以降で初めて「超大型」の状態で日本に上陸した。

## 概要

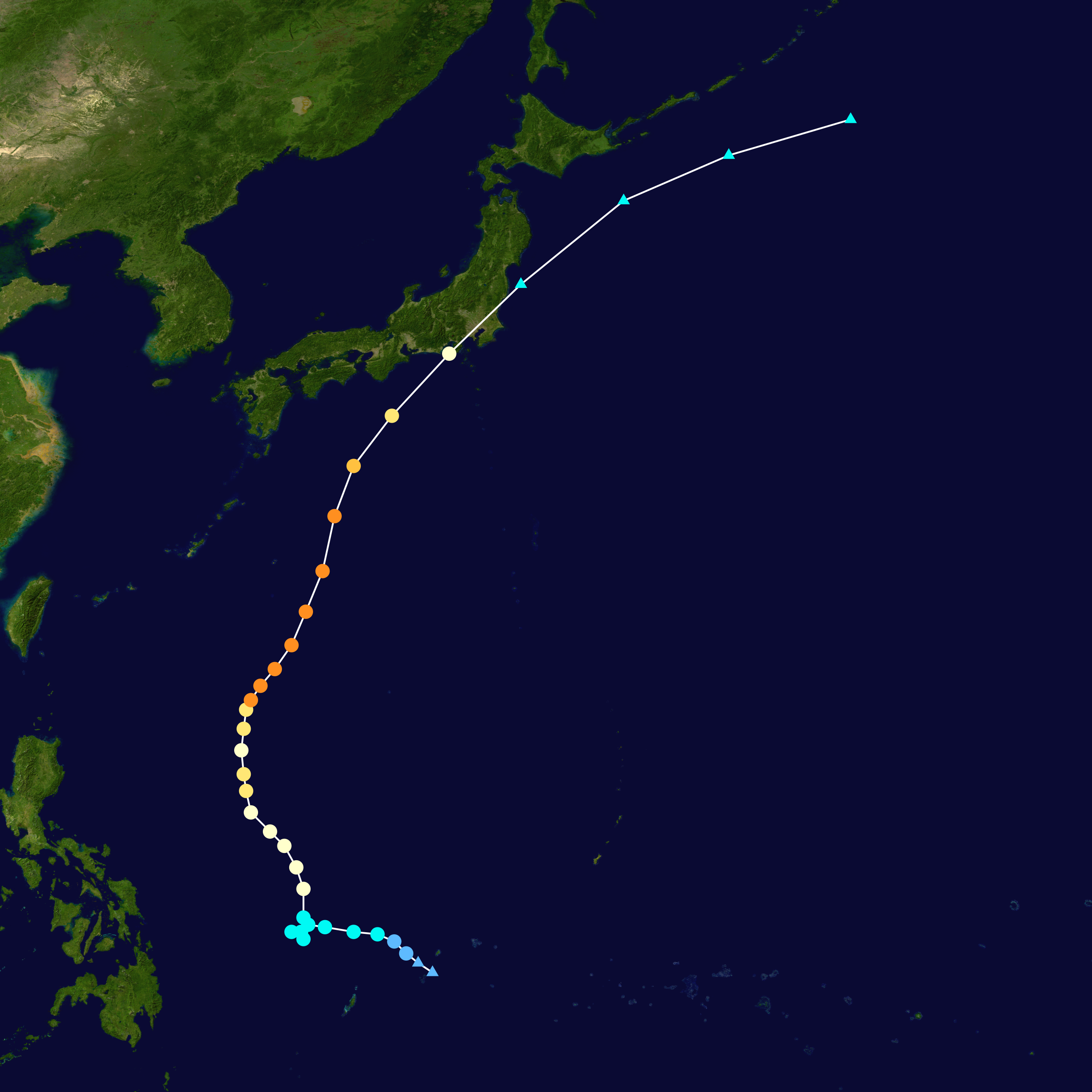
進路図

10月14日頃にヤップ島近海で形成が始まった低圧部に対し、合同台風警報センター（JTWC）は同日11時30分（UTC 14日2時30分）に熱帯低気圧形成警報（TCFA）を発した。低圧部は15日3時に熱帯低気圧になり、JTWCは同日に熱帯低気圧番号25Wを付番した。25Wは16日3時（UTC 15日18時）にカロリン諸島の北緯9.7度、東経136.2度で台風となり、アジア名ラン（Lan）と命名された。フィリピン大気地球物理天文局（PAGASA）はフィリピン名パオロ（Paolo）と命名した。
20日21時に、中心付近の最大風速が44 m/s以上の「非常に強い」勢力の台風に成長した。成長した21号は、近畿地方や東海地方を暴風域に巻き込みながら速度を上げて東海沖を進んだ。さらに23日0時に、2015年の台風23号以来となる、強風域が半径800 km以上の「超大型」の台風となった。23日3時頃、21号は「非常に強い」勢力から「強い」勢力へと弱めたものの、「超大型」を維持した状態で静岡県掛川市付近に上陸した（当初は御前崎市付近に上陸したと発表されたが、後に訂正された）。上陸時の中心気圧は950hPa、最大風速は40m/sだった。「超大型」での日本への上陸は、確実な記録の残る1991年（平成3年）以降で初めてである。また、10月23日に台風上陸という記録は、統計史上一年の中で3番目に遅いものである。上陸した21号は神奈川県や東京都を通過し、23日8時ごろに茨城県日立市沖に抜けた。23日9時、福島県沖の北緯37.2度、東経141.5度で温帯低気圧に変わった。
| 順位 | 名称                              | 国際名   | 上陸日時                | 上陸地点                         |
| ---- | --------------------------------- | -------- | ----------------------- | -------------------------------- |
| 1    | 平成2年台風第28号                 | Page     | 1990年11月30日 14時     | 和歌山県白浜町南                 |
| 2    | 昭和42年台風第34号                | Dinah    | 1967年10月28日 3時30分  | 愛知県南部                       |
| 3    | 平成29年台風第21号                | Lan      | 2017年10月23日 3時      | 静岡県掛川市付近                 |
| 4    | 平成16年台風第23号                | Tokage   | 2004年10月20日 13時     | 高知県土佐清水市付近             |
| 5    | 昭和30年台風第26号                | Opal     | 1955年10月20日 12時     | 和歌山県田辺市付近               |
| 6    | 昭和54年台風第20号                | Tip      | 1979年10月19日 9時30分  | 和歌山県白浜町付近               |
| 7    | 平成10年台風第10号                | Zeb      | 1998年10月17日 16時30分 | 鹿児島県枕崎市付近               |
| 8    | 昭和62年台風第19号                | Kelly    | 1987年10月17日 0時      | 高知県室戸市付近                 |
| 9    | ルース台風 （昭和26年台風第15号） | Ruth     | 1951年10月14日 19時     | 鹿児島県いちき串木野市（現）付近 |
| 10   | 平成26年台風第19号                | Vongfong | 2014年10月13日 8時30分  | 鹿児島県枕崎市付近               |

## 気象状況

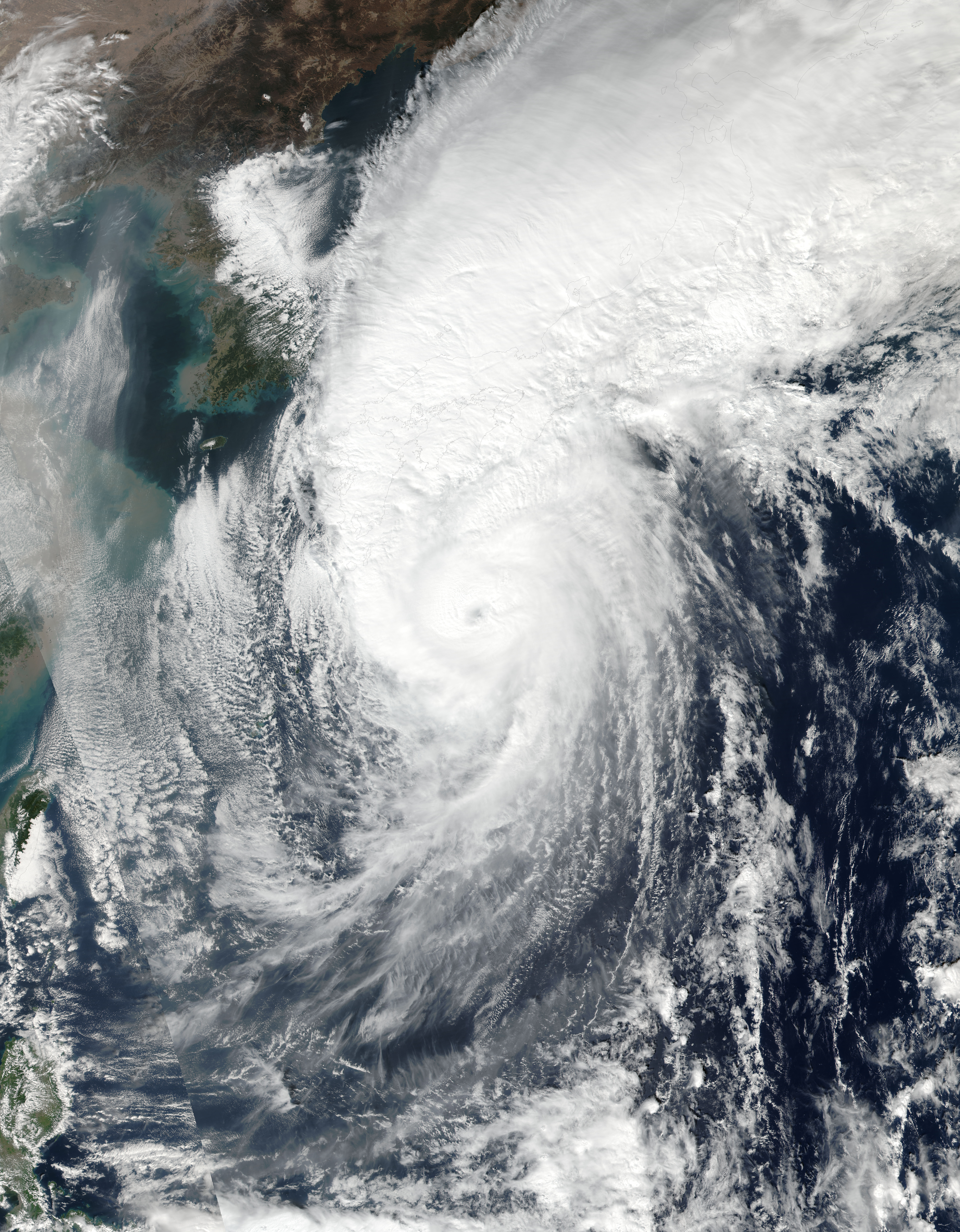
10月22日、東海地方に接近する台風21号

1991年以降の台風で初めて超大型の状態で上陸した。10月後半の遅い時期に日本付近に接近し、また超大型であることもあり、大陸部の高気圧との気圧差が大きくなり通常の台風とは異なり進行方向左側にあたる西日本を中心に暴風が吹き荒れた。西日本では局地風によってさらに風が強まった地域があり、神戸市では六甲颪によって1965年以来52年ぶりの暴風となり、岡山県奈義町でも広戸風による暴風が発生した。本州南岸に停滞する前線および台風本体の雨雲により、西日本から東北地方までで大雨となり、特に台風からの湿った風がぶつかる紀伊半島の和歌山県、奈良県、三重県を中心に24時間降水量400ミリ前後の大雨となった。また、大潮の時期と重なったために高潮となった地域があった。北海道では、台風から変わった温帯低気圧に吹き込む北風により寒気が南下し、内陸を中心に平野部でも積雪となり、札幌市でも初雪を観測した。
48時間雨量
和歌山県新宮市（新宮）：888.5ミリ（23日0時10分まで。観測史上1位を更新）
三重県伊勢市（小俣）：539.0ミリ（23日2時50分まで。観測史上1位を更新）
最大風速
北海道えりも町（えりも岬）：32.7メートル（23日11時25分）
新潟県佐渡市（弾崎）：31.9メートル（23日6時54分。観測史上1位を更新）
東京都三宅村（三宅坪田）：35.5メートル（23日2時54分。観測史上1位を更新）
福井県南越前町（今庄）：22.5メートル（23日2時43分。観測史上1位を更新）
兵庫県神戸市（神戸）：30.7メートル（23日0時57分）
最大瞬間風速
東京都三宅村（三宅坪田）：47.3メートル（23日3時8分）
岡山県奈義町（奈義）：46.7メートル（22日21時46分。観測史上1位を更新）
積雪深
北海道釧路市（阿寒湖畔）：23センチ（23日22時。10月の観測史上1位を更新）
最高潮位
千葉県館山市（布良）：174センチ（23日5時29分。観測史上1位を更新）
神奈川県小田原市（小田原）：91センチ（23日5時50分。観測史上1位を更新)
静岡県静岡市（清水港）：141センチ（23日7時29分。観測史上1位を更新）

## 被害
消防庁の被害集計によると、2018年2月14日時点で、死者8人、重傷者28人、軽傷者217人、住家の全壊13棟、半壊485棟、一部破損2634棟、床上浸水2794棟、床下浸水5389棟、非住家被害375棟が確認されている。
農林水産省は、21号による農林水産関連の被害額が合わせておよそ660億円だと発表した。農作物の被害が161億円あまり、農地・農業施設への被害が213億円あまり、林野関係の被害が174億円あまり、水産関係での被害が110億円あまりとなっている。

### 人的被害
22日5時前、福岡市東区の病院の建設現場で足場が崩れ、付近を歩いていた男性1人が下敷きになって死亡した。大阪府岸和田市の山あいでは、山の斜面が崩れ、川の濁流が土砂でせき止められたことにより道路が浸水し、道路で水没していた車の中から女性1人が死亡した状態で発見された。大阪市東住吉区では、23日1時すぎ、倒れてきた自宅のシャッターの下敷きになった男性が死亡した。三重県度会町では、23日6時半ごろ、法面に転落した車の中で男性が死亡しているのが発見された。和歌山県紀の川市では、22日20時半ごろ、住宅の裏山が崩れ、家に侵入した土砂に夫婦が巻き込まれた。そのうち、妻は救助されたが、夫は23日10時ごろに家の中で発見され、後に死亡した。山口県周南市の笠戸湾内では、22日2時50分ごろ、船から投げられたロープをつかむため海に飛び込んだ機関士の男性が行方不明になり、後に死亡した状態で発見された。長野県飯山市では、23日に犬の散歩に出かけた男性が行方不明となり、翌24日に川で死亡しているのが発見された。23日午前、三重県伊勢市の水田に女性が浮いているのが発見され、後に死亡した。23日13時ごろ、富山県小矢部市の農業用ため池で、池の管理者の男性が浮いた状態で発見され、死亡していた。京都市北区では、23日19時15分ごろ、電線に引っかかった倒木を撤去する作業をしていた男性が、倒木の下敷きになり死亡した。

### 洪水・浸水・高潮被害

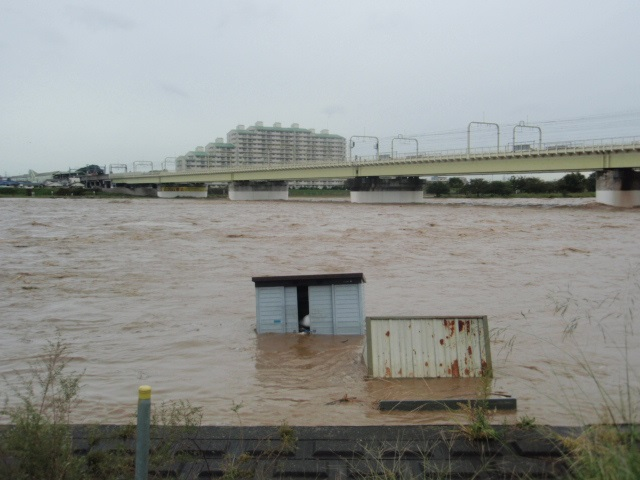
増水した多摩川。本来画面手前にある河川敷のグラウンドが水に飲まれている。背後は小田急小田原線多摩川橋梁。

大阪府堺市堺区や奈良県三郷町では、大和川が氾濫した。特に堺市では、隣の松原市に有る大和川下流流域下水道「今池水みらいセンター（下水処理場）」内で台風21号による増水が原因とみられる下水道破損事故が発生し、その影響で堺市北区常磐町でマンホールから下水があふれ出し流出。今池水みらいセンターへの下水道が通じている地域には下水道の使用自粛を求め、近隣の常磐文化センターに仮設トイレの設置・トイレ用の凝固剤の配布を行った。バキュームカーを動員して溢れた汚水の回収をするとともに復旧工事を行い、30日に復旧した。
和歌山県紀の川市では貴志川支流の水があふれ同市内で100棟以上が浸水。和歌山県新宮市では1000棟以上が浸水。京都府福知山市でも、由良川や支流の大谷川が氾濫し100棟以上が浸水した。
三重県名張市でも宇陀川が氾濫した。また埼玉県では川越市とふじみ野市で住宅が浸水し57人が救助された。
静岡県では　高潮・高波により東名高速が静岡市清水区由比付近で海側の越波防止柵が約4キロメートル (km) にわたり50カ所ほどが壊れ、ガードレールも約1 kmが損傷を受け、清水港周辺は広範囲に冠水した。
静岡県沼津市にある、あわしまマリンパークは甚大な被害を受けたため、休園を余儀なくされたが、10月28日に一部の営業を再開している。
神奈川県横浜市港北区にある、多目的遊水地を兼ねた新横浜公園では園内が浸水したため、一部区域が閉鎖されている。
神奈川県藤沢市では、高潮の影響で、江の島周辺の護岸のフェンスや駐車場の料金所、ヨットハウスなど県所有の3施設を含む6施設が破損した。江の島の観光施設である江の島岩屋と稚児ヶ淵レストハウスも大きな被災を受け、江の島岩屋は入口付近の階段の崩落や洞窟内への岩石流入、稚児ヶ淵レストハウスは階段手すりの破損などがそれぞれ発生した。

### 建物被害
奈良県三郷町では、近鉄生駒線の線路脇の法面が崩落し、上の住宅数棟は基礎がむき出しの状態となった。
重要文化財である京都府・京都市の北野天満宮の回廊の屋根2カ所で檜皮（ひわだ）が計5平方メートルはがれる、東山区の知恩院小庫裏（重要文化財）の屋根瓦数十枚が落下、八幡市の石清水八幡宮境内（国史跡）の土砂崩れや倒木などを確認。府指定名勝の興聖寺琴坂（宇治市）の倒木など、国・府指定の文化財15件に被害があった。
国宝である滋賀県の彦根城の多聞櫓（やぐら）北面の壁が幅約16 メートル (m) 、高さ約3.2 mにわたってはがれ落ちた。彦根市文化財課は「経年劣化で漆喰壁が浮いている所に風が入って、はがれ落ちたのではないか」と話し、修理について文化庁や県と検討するとしている。

### 交通インフラ被害

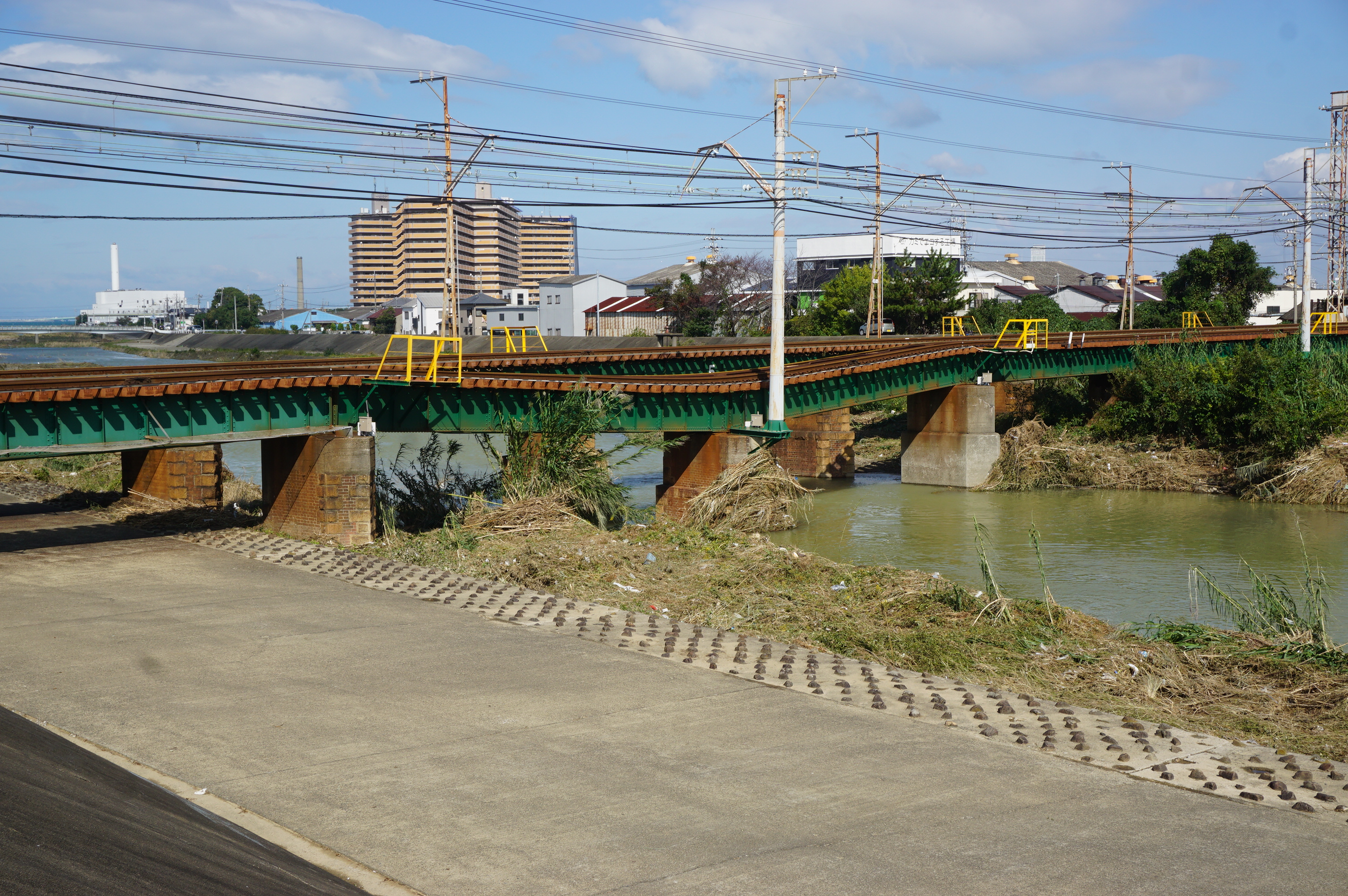
台風21号により橋桁が陥没した南海本線男里川橋梁

福岡県
北九州市では、若戸渡船の桟橋が水没したため10月23日の始発から欠航となっていたが、11月1日より運航を再開した。
JR日豊本線の安部山公園駅では、23日、架線にビニールが引っかかり、列車が約2時間運転を見合わせ、2万4000人に影響が出た。
大阪府
JR阪和線の浅香駅では、大和川水系挟間川の水位上昇による内水氾濫で駅構内や線路が冠水した。
南海本線では、泉南市と阪南市の間の男里川に架かる橋の線路が曲がった。川が増水したことにより、橋脚の土台が損傷したと見られている。11月1日に、無事だった上り線の線路を使用して単線で運行再開し、23日からは、仮復旧した下り線の線路も含めて平常通りの複線での運行を再開した。
和歌山県
南海高野線は上古沢駅構内で道床が流出したことから極楽橋駅 - 高野下駅間で運転を見合わせており、不通が続いていたが、2018年（平成30年）3月31日、列車行き違い機能を上古沢駅から下古沢駅に移設して線路故障の復旧工事が完了。始発から高野下駅 - 極楽橋駅間の運転を再開。橋本駅 - 高野山駅間の代行バス輸送も終了する。
奈良県
JR大和路線の三郷駅では、大和川の氾濫により駅構内や線路が冠水した。
近鉄生駒線が上陸前日の22日に竜田川駅から勢野北口駅の間にて住宅地の法面が崩れて土砂流入が発生したため運転を見合わせていたが土砂を取り除き仮復旧して25日より運行再開した。ただし、2018年7月現在でも臨時ダイヤでの運転となっている。
信貴生駒スカイラインでは、一部区間で道路の欠落が発生したため、2018年7月現在も十三峠駐車場付近から信貴山側への通り抜けおよび信貴山門料金所から生駒山上方面への通行が出来なくなっている。
京都府
北部のJR舞鶴線が土砂崩れで不通になった。27日に運転を再開。
京都丹後鉄道では、宮舞線で路盤流失により一部区間26日まで運行を停止した。27日に運転を再開。
道路も京都市内北部の国道477号の京都市左京区大原の一部。（府道）西陣杉坂線が、北区鷹峯-西賀茂間で、（府道）京都京北線が北区上賀茂の一部で。和束井手線が相楽郡和束町白栖で。上川合猪鼻線が福知山市三和町の一部で。醍醐大津線が宇治市東笠取-京都市伏見区醍醐間の一部で。上杉和知線が綾部市の上杉町-十倉名畑町間が通行止めになっている。
10月28日現在でも京都市左京区・右京区・北区、南丹市の6650軒で停電していた。
三重県
JR関西本線（亀山 - 加茂）では、加太駅付近の線路に亀裂と崩落が見つかったため、加茂駅から亀山駅の区間が不通になった。柘植駅から加茂駅の区間は11月1日に運行再開したが、亀山駅から柘植駅の区間は更なる崩落の可能性があるため復旧工事を継続し、2018年1月9日に運行を再開した。
滋賀県
琵琶湖の西を走るJR湖西線では、比良駅から近江舞子駅の間にて高架上の線路にある電柱9本がなぎ倒され、運転を見合わせていたが、25日より運転を再開した。
湖東の近江鉄道の日野駅 - 水口駅間が運転を見合わせていたが、11月1日に運転再開。
神奈川県
相模湾前を通る西湘バイパスでは、大磯西IC付近の下り線にて300mに渡って、コンクリート製擁壁やガードレールなどの倒壊が発生。大磯東IC - 西湘二宮IC間の上下線が通行止となったが、25日より被害発生場所付近の上り線1.3 kmを対面通行とする形で通行可能とした。
東京都
東京都西部を通る都道61号線（美山通り）では、八王子市戸沢峠付近で土砂崩れが発生し、通行止めとなり、周辺道路が迂回のため渋滞。そのための対策として11月9日16時から首都圏中央連絡自動車道（圏央道）八王子西インターチェンジ～あきる野インターチェンジ間の利用に限り通行止めが解除されるまで無料となっている。

### その他
京都府の観光名所である保津川下りは、台風21号による川の増水で亀岡市の係留場と京都市右京区の降船場が流失した。航路の保津川内が石や流木で荒れた影響で当初は11月1日から運行再開予定だったが、台風22号の接近で上流にある日吉ダムが放流して水位上昇し、復旧工事の開始が遅れたため、11月10日の運行再開となった。
10月23日午前1時前、富山県富山港にて、トーゴ船籍の貨物船 REAL号が強風と高波により港内の波消ブロックに打ち寄せられて座礁。乗組員のロシア人19人は、全員自力で脱出し無事であった。貨物船は、船内に残されていた燃料などの抜き取りを行った後、2018年1月7日に離礁作業が行われた。この間に廃船が決定されており、解体先の熊本県八代港に向け、曳航され富山港を離れている。

## 影響

### 第48回衆議院議員総選挙
- 10月22日午後8時まで行う予定だった第48回衆議院議員総選挙の投票は西日本の離島を中心とする一部地域において、繰り上げ投票を実施した。
  - 10月20日に宮城県石巻市の田代島、網地島[70]、宮崎県串間市の築島[71]、鹿児島県瀬戸内町の請島、与路島で繰り上げ投票が行われた[72]。
  - 10月21日に三重県鳥羽市の答志島、神島、菅島、坂手島、同県志摩市の間崎島、渡鹿野島[73]、兵庫県南あわじ市の沼島[74]、徳島県牟岐町の出羽島[75]、大分県佐伯市の大島、深島、同県津久見市の保戸島、地無垢島[76]、鹿児島県瀬戸内町の加計呂麻島、同県長島町の獅子島[72]、沖縄県南大東村、北大東村、座間味村、南城市久高島[77]などの離島で、それぞれ繰り上げ投票が行われた。なお、三重県・兵庫県下で繰り上げ投票が行われるのは、史上初である[73][74]。
  - 投票当日の10月22日に三重県大台町、紀宝町[78]、山梨県南部町[79]など一部地域では投票時間が予定より繰り上がった。
- また、船の欠航や橋の通行止め、道路の冠水などで投票箱が開票所へ届けられないため開票開始時間が予定より遅れたり、翌23日へ順延した開票区が出た。
  - 山口県萩市にある見島でも10月21日に繰り上げ投票が行われたが、定期航路が翌22日の終日欠航することになり、投票箱を開票所へ運び出すことができなくなった[80]。
  - 22日に投票を行った佐賀県唐津市の離島7島（佐賀2区/九州ブロック）[81]や宮崎県延岡市の島野浦島（宮崎2区/九州ブロック）、愛知県西尾市の佐久島（愛知12区/東海ブロック）[82]が本土との結ぶ船便の欠航により、所在市の開票は23日以降に繰り下げられた[83]。
  - 三重県鳥羽市（三重4区/東海ブロック）は道路が冠水するなどして投票箱が届かない状況が続いたため、三重県と鳥羽市の両選挙管理委員会で協議した結果、22日は開票作業を行わず翌23日午前8時半から行うと決定した[84]。

### スポーツ
- 千葉県・袖ヶ浦カンツリークラブ『ブリヂストンオープンゴルフトーナメント』および兵庫県・マスターズゴルフ倶楽部『NOBUTA GROUP マスターズGCレディース』は10月22日の最終日がいずれも中止[85][86]。
- クライマックスシリーズ・セ ファイナルステージ 広島東洋カープ対横浜DeNAベイスターズの第4戦（10月21日 - 22日、マツダスタジアム）は中止、23日に延期[注 2]。
- 10月22日の高知競馬は全12競走を中止。翌23日に代替開催[91]。10月23日の盛岡競馬は全11競走を中止[92]。
- 22日の三重県鈴鹿市「全日本スーパーフォーミュラ選手権最終戦 第16回JAF鈴鹿グランプリ」（鈴鹿サーキット）は決勝が中止。代替レースは実施なし[93]。なお、サーキットの国際レーシングコース内で一部損傷があった10月25日に発表[94]。
- 10月27日 - 29日予定の栃木県茂木町「FIA世界ツーリングカー選手権シリーズJVCKENWOOD日本ラウンド（WTCC）」（ツインリンクもてぎ）は、車両等貨物の搬送に遅れが生じたため、予選・決勝を29日の一日で実施した[95]。

### イベント
- 10月22日の京都三大祭り・時代祭は29年ぶりに中止[96]。22日の京都市山科区清水焼団地陶器市「清水焼の郷まつり」も中止[97]。

- 10月20日 - 22日予定の三重県伊賀市の上野天神祭は本祭が中止など、規模を縮小して開催された[98]。
- 10月21日の神奈川県藤沢市・ふじさわ江の島花火大会が中止[99]。
- 10月28日の大阪府河内長野市・南海電鉄千代田工場「南海電車まつり2017」は、災害復旧に専念するため中止[100]。

### バラエティ番組収録
- 2018年1月1日に放送された「芸能人格付けチェック2018 大予選会」で、10月23日に予定していた収録日が11月10日に延期となり、6月1日からスケジュールの調整をしていた出川哲朗は京都府で『出川哲朗の充電させてもらえませんか?』の収録で、参加できず、初めて欠席となったが、出題者として参加した。

## 台風の目の観測
10月20日、名古屋大学を中心とする研究チームが、勢力の最盛期を迎えた台風21号の目に飛行機で向かい、ドロップゾンデを投下して気圧や風速、温度などを直接観測した。この観測では、中心気圧は920hPa前後であった。日本の研究者が飛行機で台風の目の中に入るのは今回が初めてとなった。